# 柿 (植物)
柿（學名：Diospyros kaki），是柿樹屬的一种落叶乔木，是最常见的产柿子的植物，原产于中国长江流域，后来引入日本、美国等世界其他地区。

## 特征
它是一种落叶乔木，高达10米以上，老树可接近30米，寿命可超300年。叶纸质，椭圆形，开黄白色花，聚伞花序腋生。其花期为5至6月，果期9至10月。

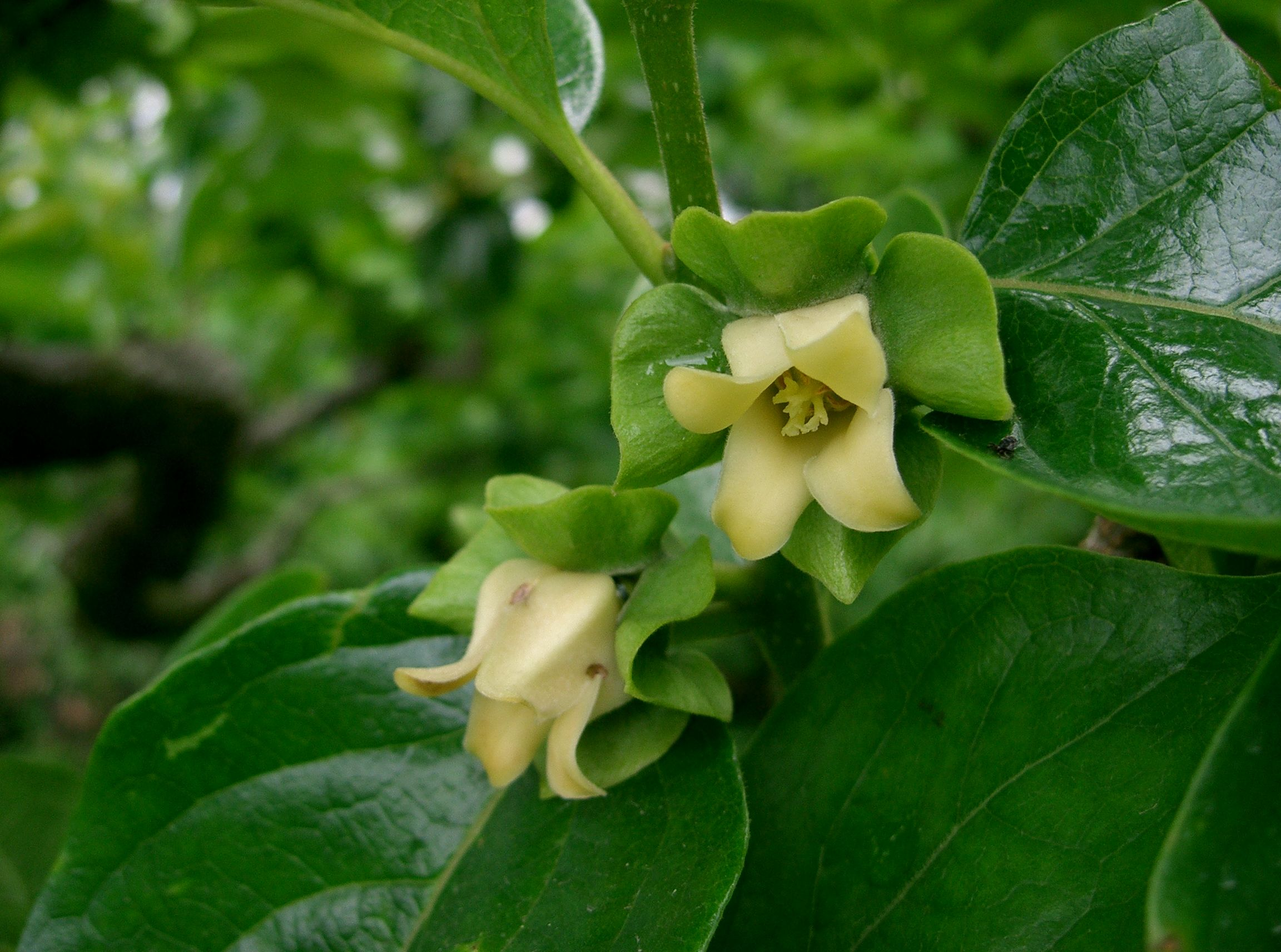
花
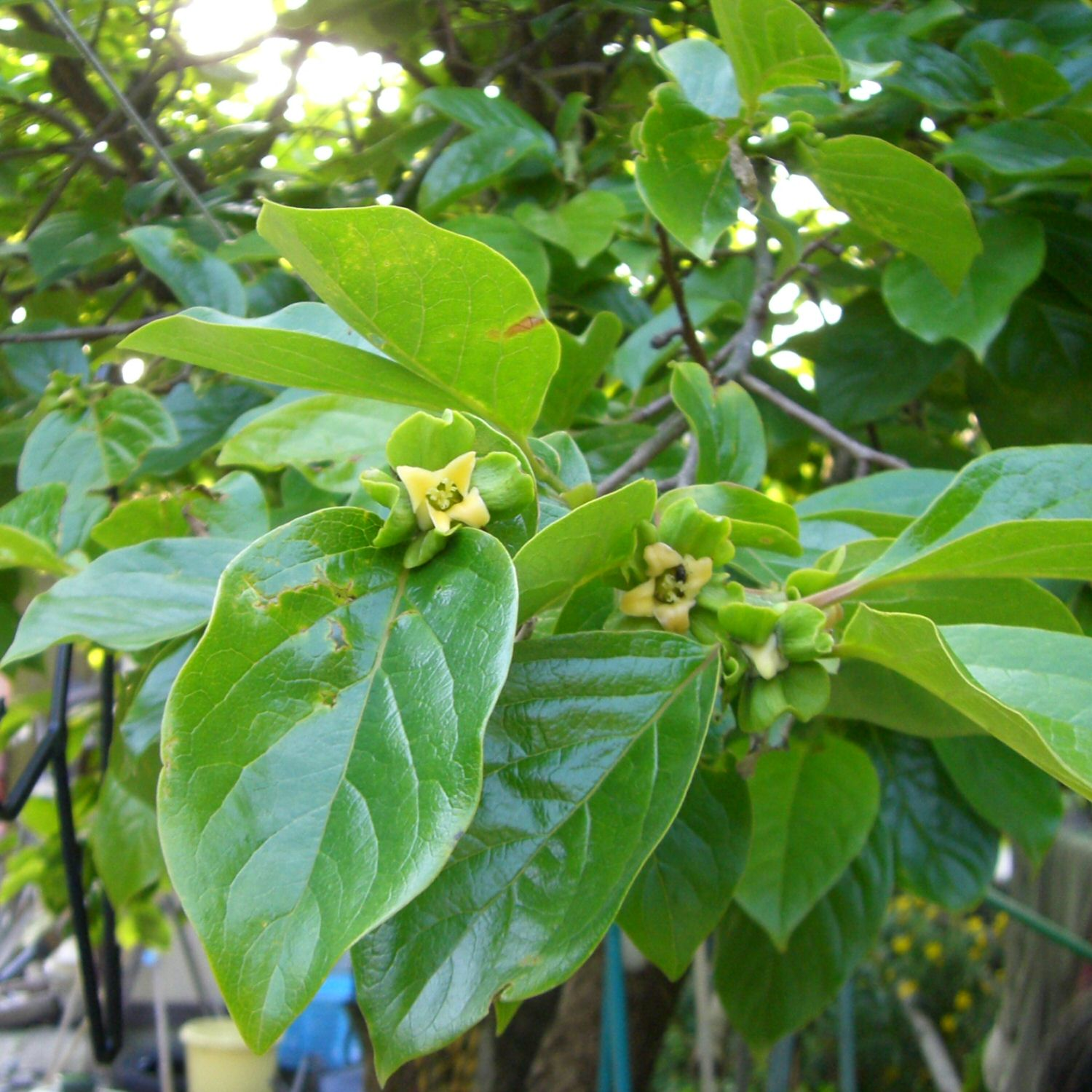
叶
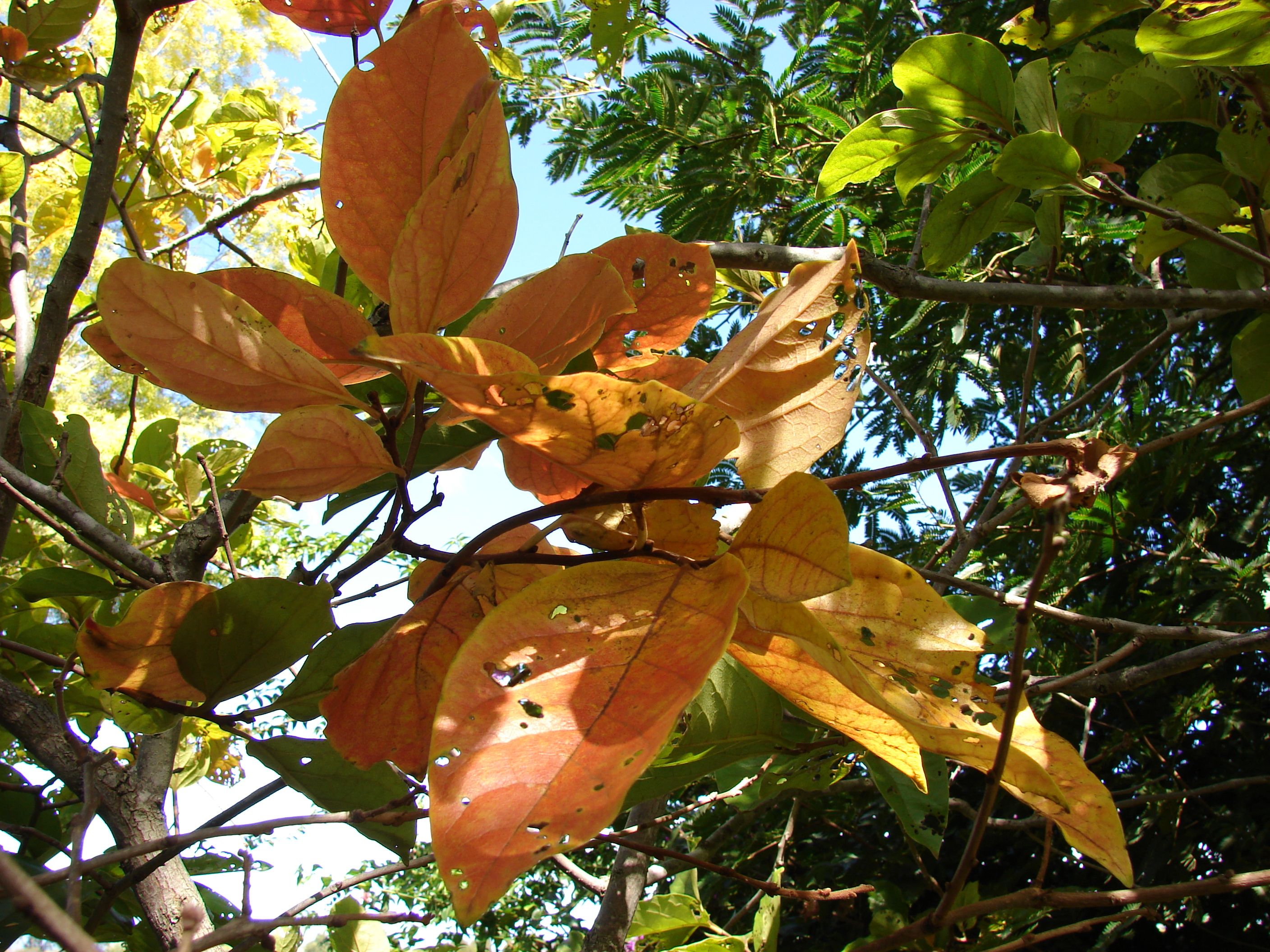
叶子变紅
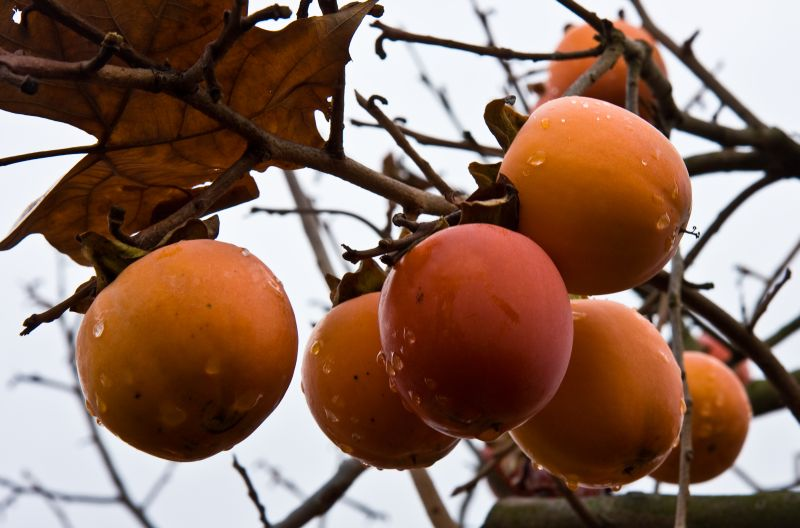
成熟的果実
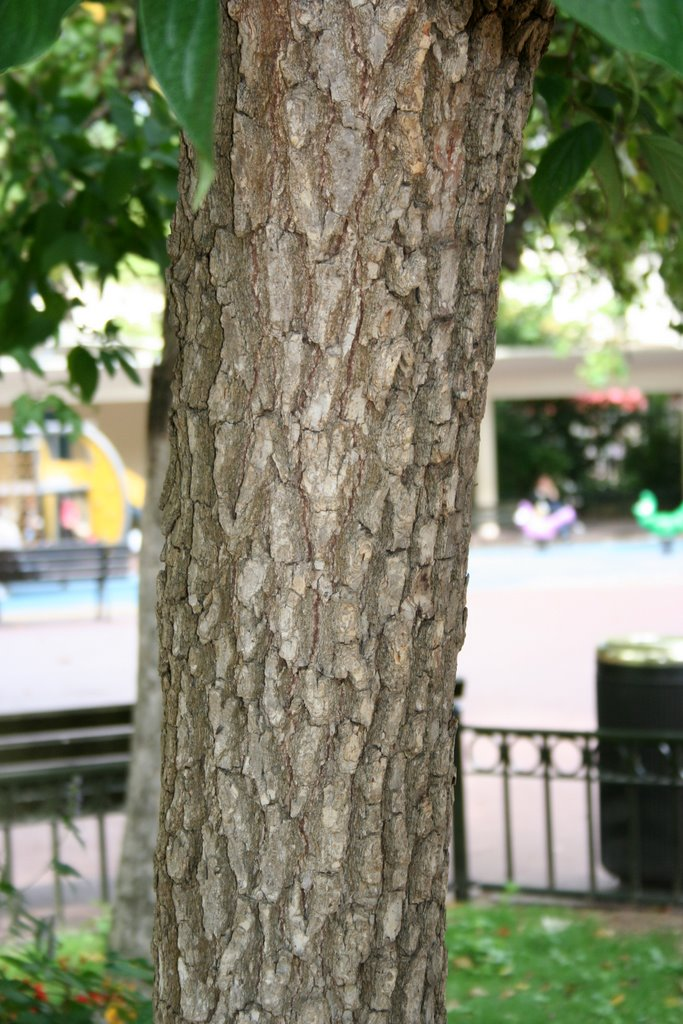
樹皮
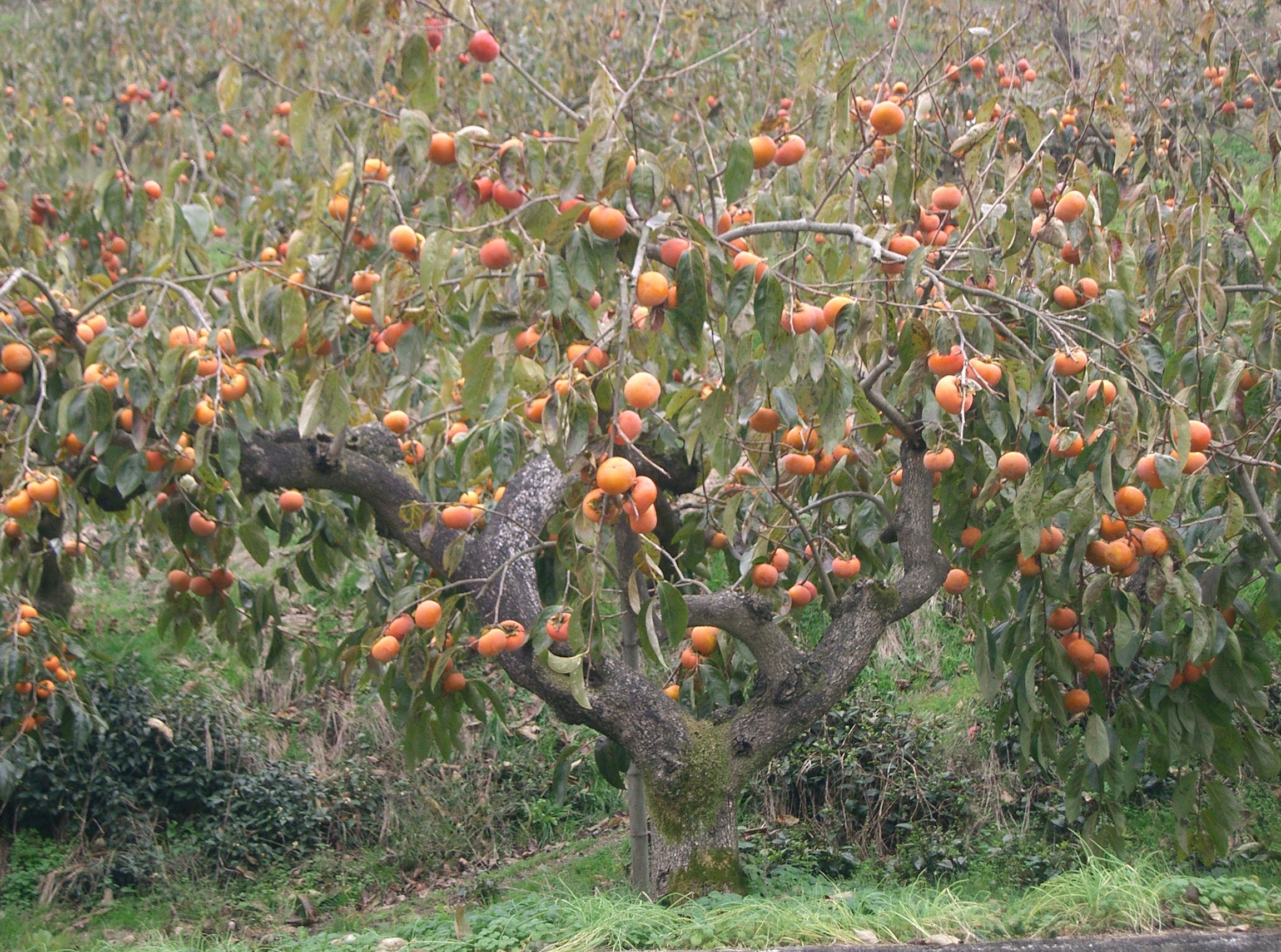
柿园
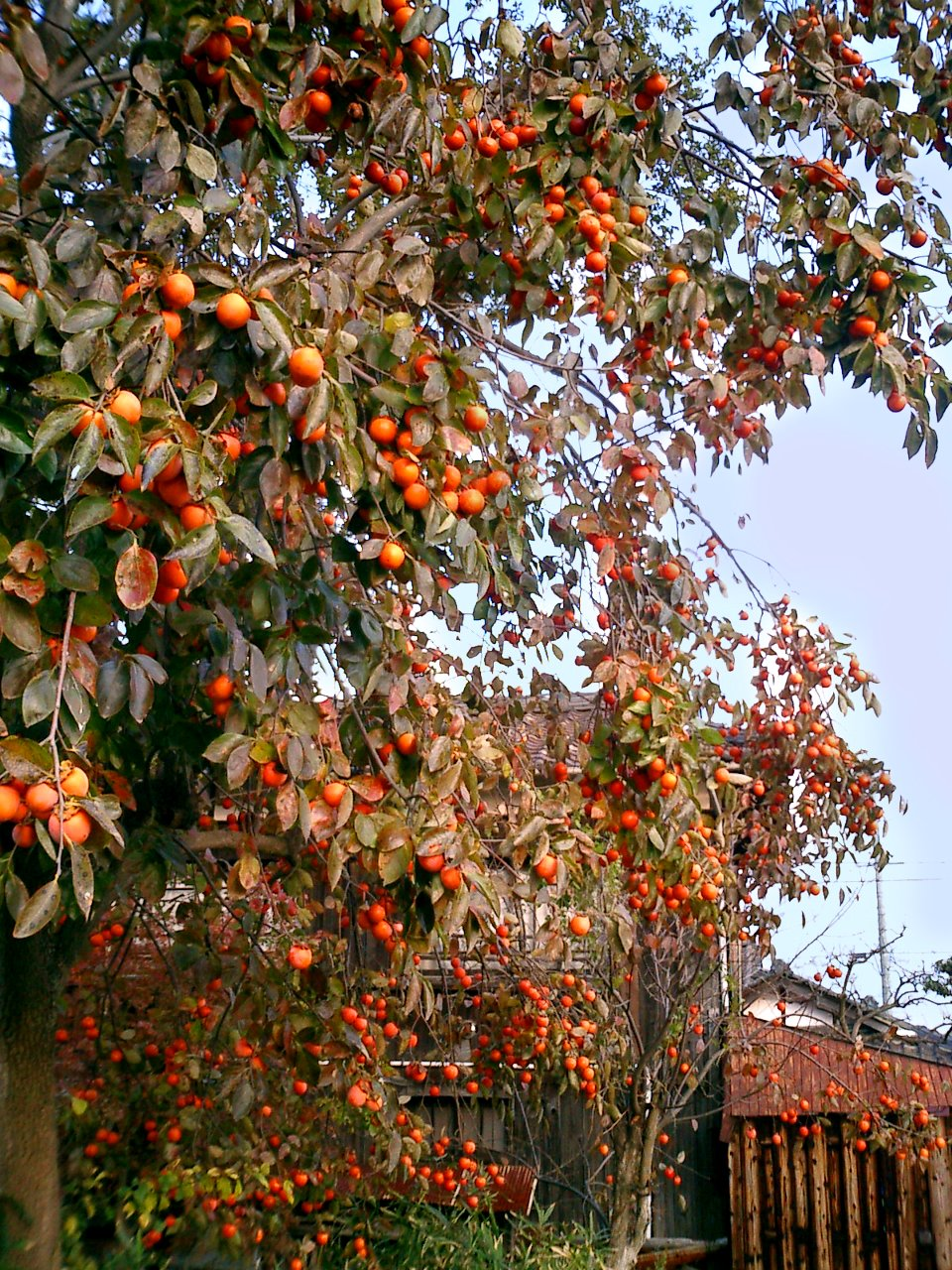
结满果实的柿子树
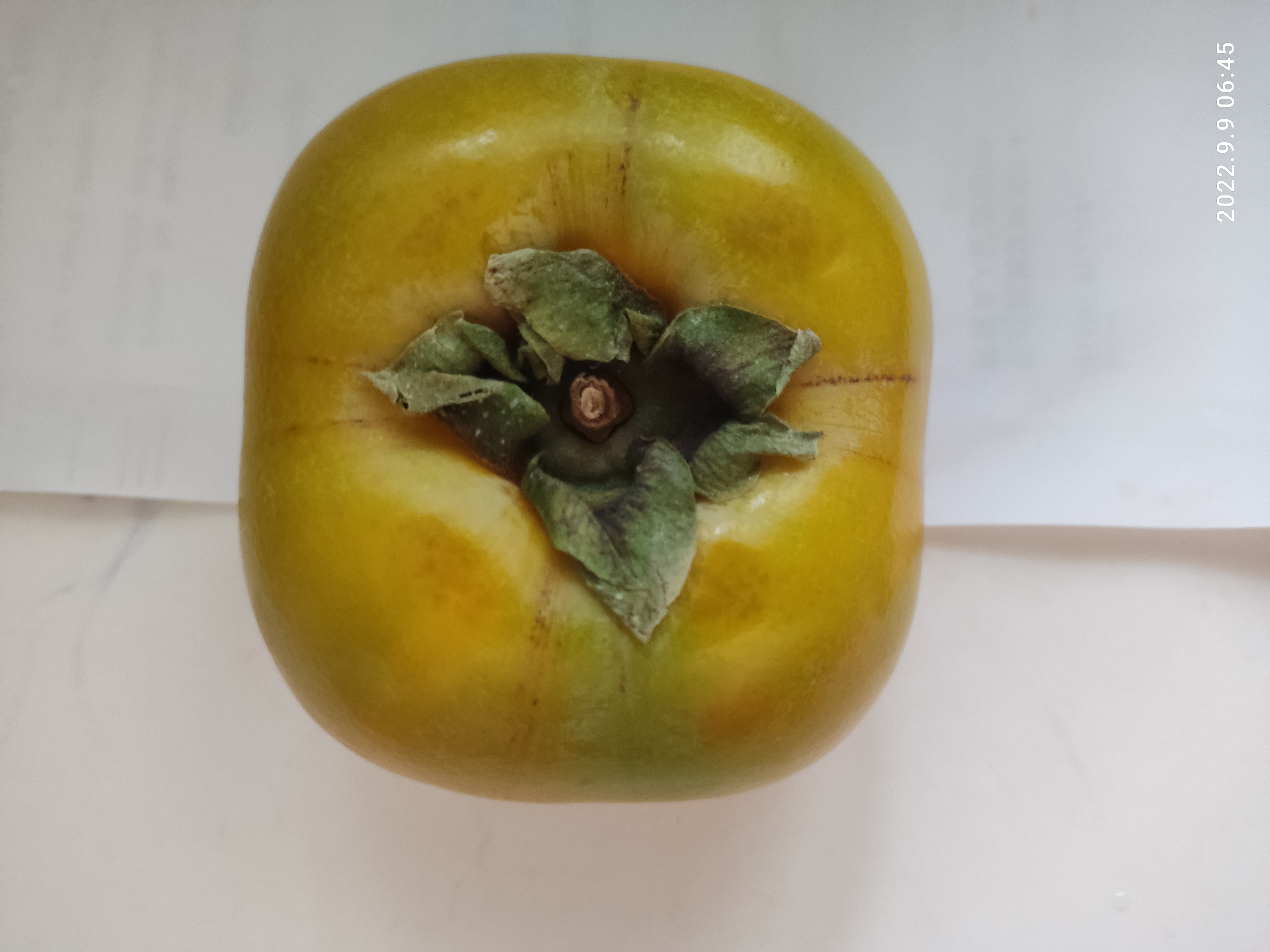

## 栽培种
柿培养出了很多的品种，包括大磨盘柿、火晶柿、鸡心柿、古荡柿、大红柿、恭城水柿、牛心柿等。

## 用途
除去食用外，柿树的果实也有医用价值，柿饼有润脾补胃、润肺止血的功效。柿霜可以润肺生津、祛痰镇咳、压胃热、解酒以及治疗口疮。柿蒂则有下气止呃的功效，可以用来治呃逆和夜尿症。此外，柿的果实还可提取柿漆（柿澀）。
柿本身可以用作绿化植物。其木头虽然边材较多，易收缩、难干燥、不耐腐，但由于致密而有韧性、光滑耐磨而仍有一定价值，可以用来制作家具、箱盒等。

## 外部連結
- 柿 （页面存档备份，存于） 藥用植物圖像數據庫 (香港浸會大學中醫藥學院) （中文）（英文）
- 柿蒂 中藥材圖像數據庫  (香港浸會大學中醫藥學院) （中文）（英文）